# Bezoczka podziemna
Bezoczka podziemna (Cecilioides acicula) – gatunek ślepego, lądowego ślimaka trzonkoocznego (Stylommatophora) z rodziny bezoczkowatych (Ferussaciidae). Gatunek typowy rodzaju Cecilioides.
Zasięg występowania tego gatunku obejmuje obszar od południowej Europy po Turcję i środkową Azję, i na północ po południową Szwecję. Prawdopodobnie został introdukowany na Wyspy Brytyjskie. W Polsce rzadko spotykany, choć występuje na obszarze całego kraju, z wyjątkiem Karpat. Spotykany jest głównie na otwartych i dość suchych terenach wapiennych, w szczelinach skał, wśród korzeni roślin.
Muszla wysokości około 4 mm, wrzecionowata, biaława, błyszcząca i szklista, półprzezroczysta. Ślimak ten żyje pod ziemią, zwykle na głębokości 20–40 cm, czasem ponad 2 m, dlatego żywe osobniki są rzadko znajdowane.